# Sarajevski filmski festival
Sarajevski filmski festival ili Sarajevo film festival (izvorno Sarajevo Film Festival), skraćeno SFF, jedan je od prominentnijih i većih filmskih festivala u jugoistočnoj Evropi, te jedan od većih filmskih festivala u Evropi. Osnovan je u Sarajevu 1995. godine, tokom opsade grada. Svake godine dovodi međunarodne i domaće poznate ličnosti u prestonicu Bosne i Hercegovine. Održava se u avgustu i prikazuje raznovrsne dugometražne i kratke filmove iz cijeloga svijeta. Trenutni direktor festivala je Mirsad Purivatra, bivši direktor filijale Makan Eriksona u BiH.

## Istorija
Prvi Sarajevski filmski festival je održan od 25. oktobra do 5. novembra 1995. godine. U to vrijeme, Opsada Sarajeva je još uvijek bila u toku i pretpostavljalo se da će posjeta biti malobrojna. Međutim, iznenađujući broj od 15.000 ljudi je došao da gleda filmove, od kojih je 37 bilo iz 15 različitih država. Festival je velikom brzinom izrastao u jedan prominentan filmski festival u jugoistočnoj Evropi, privlačeći više od 100.000 ljudi godišnje na sve programe i projekcije stotina filmova iz 60 zemalja.
Dio programa SFF se održava u Narodnom pozorištu u Sarajevu ispred kojeg se nalazi festivalski trg i crveni tepih, a ostali programi i projekcije se održavaju u open-er kinu Metalac, Bosanskom kulturnom centru te ostalih pet kina i lokacija širom grada. Festival je ugostio mnoge poznate strane ličnosti, među kojima su i Robert de Niro, Andželina Džoli, Bred Pit, Emil Herš, Orlando Blum, Danijel Krejg, Deni Glaver, Džon Malkovič, Morgan Friman, Oliver Stoun, Džon Kliz, Stiv Busemi, Majkl Fasbender, Džeremi Ajrons, Bono Voks, Nik Kejv, Kulio, Stiven Frirs, Miki Rork, Majkl Mur, Žerar Depardje, Daren Aronofski, Sofi Okonedo, Džilijan Anderson, Kevin Spejsi, Erik Kantona, Benisio del Toro...
Godine 2001, Evropska filmska asocijacija uvrstila je SFF među jedanaest festivala koji nominuju filmove za nagradu „Najbolji evropski kratki film”. Pobjednik festivala iz 2001. godine, drama Ničija zemlja režisera Danisa Tanovića, osvojio je prestižni Oskar u SAD. Godine 2004, nagrada za najbolji film je dobila ime „Srce Sarajeva”.
Počevši od 13. SFF-a, održanog 2007. godine u saradnji sa Berlinaleom i Berlinale talent kampusom, Sarajevo talent kampus (Sarajevo Talent Campus) biva dodat u program festivala. Godine 2014, Sarajevo talent kampus dobija novo ime i na 20. SFF-u dolazi pod imenom Talents Sarajevo. Talents Sarajevo je obrazovna platforma i mjesto za upoznavanje mladih filmskih profesionalaca u usponu, a vremenom je postao najprestižniji filmski trening u regionu.
Festival takođe karakteriše Sinelink (CineLink), dugogodišnji program za razvoj projekata, koji rezultuje godišnjim koprodukcijskim marketom tokom festivalskih dana. Koprodukcijski market Sinelink svake godine predstavi oko 10 najboljih regionalnih projekata za dugometražne filmove; takođe daje specijalnu priliku gostima festivala da se upoznaju sa okupljenima iz regionalne industrije. Naglasak se stavlja na mlade filmadžije, producente i režisere koji predstavljaju svoje najnovije projekte, produkcije i radove u toku, te se regionalna produkcija predstavlja međunarodnim distributerima, TV kupcima i ljudima koji prave festivalske programe — što Sinelink čini jednim od najvažnijih međunarodnih tržišta za nove prilike u jugoistočnoj Evropi.
Prvo izdanje Sinelinka, koji je bio dio 9. SFF-a, održano je 2003. godine. Od 91 prijave iz cijelog regiona, tročlani žiri, Filip Bober, Behruz Hašemijan i Čedomir Kolar, producenti čiji su filmovi osvajali nagrade na svim glavnim međunarodnim filmskim festivalima kao što su Kan, Venecija, Roterdam i Berlinale, odabrao je 6 pobjednika: Ostavljeni (Zlatko Topčić), Bosanski lonac (Vedran Fajković), Lagano (Nikola Mišić), Sasvim lično (Nedžad Begović), Ruže za Tosku (Branko Đurić), te Simona Stražisar i Zadnji dan (Namik Kabil).

## Sekcije i nagrade

### Sekcije
- Takmičarski program (igrani, kratki i dokumentarni)
- Sinelink industrijski dani (CineLink Industry Days)
- Talents Sarajevo
- U fokusu
- Kinoskop (Kinoscope)
- Program Posvećeno
- Na otvorenom (Open Air)
- Evropski kratki
- Ljetno platno (Summer Screen)
- Dječiji program
- Tin arena (TeenArena)
- Pretpremijere
- Operacija Kino
- Suočavanje s prošlošću
- Dan ljudskih prava
- Partneri Sarajevo film festivala predstavljaju [Filmski institut u Dohi]
- BH film

### Nagrade
- Srce Sarajeva za najbolji igrani film
- Specijalna nagrada žirija
- Srce Sarajeva za najboljeg glumca
- Srce Sarajeva za najbolju glumicu
- Srce Sarajeva za najbolji kratki film
- Srce Sarajeva za najbolji dokumentarni film
- Specijalna nagrada žirija za takmičarski program — dokumentarni film
- Nagrada za ljudska prava
- Počasno Srce Sarajeva

## Talents Sarajevo
Talents Sarajevo je program pokrenut 2007. godine pod nazivom Sarajevo talent kampus (Sarajevo Talent Campus), u saradnji sa Berlinskim međunarodnim filmskim festivalom i Berlinale talent kampusom (Berlinale Talent Campus). Talents Sarajevo predstavlja obrazovnu platformu i mjesto za povezivanje novih filmskih talenata iz jugoistočne Evrope (Azerbejdžan, Bosna i Hercegovina, Bugarska, Crna Gora, Grčka, Hrvatska, Kosovo, Mađarska, Makedonija, Moldavija, Rumunija, Slovenija, Srbija i Turska). Svake godine, festival primi preko dvije stotine prijava i samo sedamdeset pažljivo odabranih aplikanata dobija priliku da učestvuje u sedmodnevnoj obuci koju vode istaknuti profesionalci u svijetu filma. Osim što mladi filmski stvaraoci dobijaju priliku za obuku od profesionalaca i za međusobno upoznavanje, program ih informiše o aktuelnim trendovima i pitanjima u industriji te ih upoznaje sa međunarodnom filmskom zajednicom.

## Galerija
- Festival, 2014. godina
- Minja Subota, 2014.
- SFF 2014.
- Dokukorner, SFF 2011.
- Crveni tepih ispred NPS
- Č. Kaufman
- Ž. Binoš
- J. Žbanić
- U. Zajdl
- B. Tar, 2007.

## Spoljašnje veze
- Zvanični veb-sajt
- SFF na sajtu IMDb (језик: енглески)